# Рок (приток Биг-Су)
Рок (англ. Rock River) — река в США, на юго-западе Миннесоты и на северо-западе Айовы.
Берёт начало на территории округа Пайпстон, штат Миннесота, в 21 км к северо-востоку от города Пайпстон. Течёт преимущественно в южном направлении, протекая через территорию округа Рок (Миннесота) и округа Лайон (Айова). Далее поворачивает на юго-запад и течёт через территорию округа Су. Впадает в реку Биг-Су примерно в 10 км к северу от города Хауарден. Длина реки составляет около 232 км.
В нижнем течении принимает крупный приток Литл-Рок (около 120 км).
На берегах реки расположены следующие населённые пункты: Холланд, Эджертон, Луверн, Рок-Рапидс, Дун и Рок-Вэлли.